# 米正秀
米 正秀（よね まさひで、1972年6月11日 - ）は、山口県山口市出身の元プロ野球選手（投手）。

## 経歴
広島県に生まれ、その後山口県に引っ越し、小学5年生の時に地元の少年野球チームに所属する。西京高では野球部1期生として3年春には県大会優勝、1990年のプロ野球ドラフト会議で、横浜大洋ホエールズ（セントラル・リーグ）から5位指名されたが「まだ自信がない」と入団拒否した。野球部最初の卒業生であったことなどから、周囲の勧めを受け、社会人野球チームの神戸製鋼へ入社した。
社会人時代は三輪隆ともバッテリーを組み、都市対抗野球には補強選手を含めて3年連続で登板。その後、1993年のプロ野球ドラフト会議前にはNPBの8球団から勧誘を受けたが、指名予定順位が3位以下と低かった上、健康面の不安から、また三輪のプロ入りが決まっていたため会社の慰留でドラフト会議前日にプロ入りを拒否した。翌1994年のプロ野球ドラフト会議でかつて自身を指名した大洋の後身・横浜ベイスターズを逆指名し、2位指名を受けて入団した。契約金は1億円、年俸は1200万円（金額はいずれも推定額）で、本人は「（横浜は）好きな球団の1つ。1度断ったのに、また来てくれたことにも好印象がある」とコメントした。ドラフト同期には福盛和男（3位）・多村仁（4位）・相川亮二（5位）がいる。巨漢の本格派、および即戦力として期待されていた。
1995年7月12日には対中日ドラゴンズ戦で初完投を完封勝利で飾った。
1996年には前年を上回る22試合に登板したが、主に中継ぎや敗戦処理が役目で1勝（1敗）の成績に終わった。
1998年はチームは38年ぶりのセ・リーグ優勝・日本一を達成したが、自身はプロ野球脱税事件に関わっていたとしてシーズン序盤の3週間の出場停止処分を受け、プロ入り後初の一軍登板なしに終わった。
2001年に中継ぎで復活して自己最多の25試合に登板した。
2002年は中継ぎ投手陣が豊富になった中で成績を残せなかった。シーズン終了後の10月8日に球団から戦力外通告を言い渡され、現役を引退。
現役引退後は2003年 - 2009年まで横浜で打撃投手を務め、2009年の第2回WBC日本代表にも打撃投手として参加した。以後は横浜市の会社に就職。
2016年の学生野球資格回復研修を受講した上で、翌2017年2月7日に日本学生野球協会より学生野球資格回復の適性認定を受けたことにより、学生野球選手への指導が可能となった。

## 詳細情報

### 年度別投手成績
| 年 度     | 球 団     | 登 板 | 先 発 | 完 投 | 完 封 | 無 四 球 | 勝 利 | 敗 戦 | セ 丨 ブ | ホ 丨 ル ド | 勝 率 | 打 者 | 投 球 回 | 被 安 打 | 被 本 塁 打 | 与 四 球 | 敬 遠 | 与 死 球 | 奪 三 振 | 暴 投 | ボ 丨 ク | 失 点 | 自 責 点 | 防 御 率 | W H I P |
| --------- | --------- | ----- | ----- | ----- | ----- | -------- | ----- | ----- | -------- | ----------- | ----- | ----- | -------- | -------- | ----------- | -------- | ----- | -------- | -------- | ----- | -------- | ----- | -------- | -------- | ------- |
| 1995      | 横浜      | 19    | 4     | 1     | 1     | 0        | 1     | 1     | 0        | --          | .500  | 174   | 41.1     | 42       | 9           | 14       | 1     | 1        | 21       | 5     | 0        | 22    | 21       | 4.57     | 1.35    |
| 1996      | 横浜      | 22    | 5     | 0     | 0     | 0        | 1     | 1     | 0        | --          | .500  | 229   | 49.2     | 62       | 11          | 16       | 0     | 6        | 21       | 3     | 1        | 33    | 32       | 5.80     | 1.57    |
| 1997      | 横浜      | 5     | 0     | 0     | 0     | 0        | 0     | 0     | 0        | --          | ----  | 37    | 7.1      | 10       | 1           | 3        | 0     | 2        | 4        | 0     | 0        | 7     | 5        | 6.14     | 1.77    |
| 1999      | 横浜      | 1     | 0     | 0     | 0     | 0        | 0     | 0     | 0        | --          | ----  | 9     | 2.0      | 2        | 1           | 2        | 0     | 0        | 3        | 0     | 0        | 2     | 2        | 9.00     | 2.00    |
| 2000      | 横浜      | 7     | 0     | 0     | 0     | 0        | 0     | 0     | 0        | --          | ----  | 33    | 8.2      | 5        | 0           | 2        | 0     | 0        | 4        | 0     | 0        | 1     | 1        | 1.04     | 0.81    |
| 2001      | 横浜      | 25    | 0     | 0     | 0     | 0        | 1     | 1     | 0        | --          | .500  | 152   | 36.0     | 32       | 2           | 13       | 2     | 4        | 19       | 0     | 0        | 14    | 10       | 2.50     | 1.25    |
| 2002      | 横浜      | 8     | 0     | 0     | 0     | 0        | 1     | 1     | 0        | --          | .500  | 38    | 9.0      | 10       | 2           | 1        | 0     | 0        | 8        | 1     | 0        | 5     | 5        | 5.00     | 1.22    |
| 通算：7年 | 通算：7年 | 87    | 9     | 1     | 1     | 0        | 4     | 4     | 0        | --          | .500  | 672   | 154.0    | 163      | 26          | 51       | 3     | 13       | 80       | 9     | 1        | 84    | 76       | 4.44     | 1.39    |

### 記録
その他の記録
- 初回先頭打者から3者連続被本塁打：1995年10月1日、対中日ドラゴンズ戦（ナゴヤ球場）、1回裏に立浪和義、種田仁、松井達徳に被本塁打 ※史上4人目

### 背番号
- 20 （1995年 - 1999年）
- 40 （2000年 - 2002年）
- 102 （2003年 - 2009年）